# Henry Clay Evans
Henry Clay Evans, född 18 juni 1843 i Juniata County i Pennsylvania, död 12 december 1921 i Chattanooga i Tennessee, var en amerikansk republikansk politiker och diplomat. Han var borgmästare i Chattanooga 1882–1883 och ledamot av USA:s representanthus 1889–1891. I London tjänstgjorde han som USA:s generalkonsul 1902–1905.
Evans deltog i amerikanska inbördeskriget i nordstatsarmén och flyttade 1870 till Chattanooga. Staden var bekant för honom sedan krigstiden, eftersom han hade varit stationerad där. Han efterträdde 1882 John A. Hart som Chattanoogas borgmästare och efterträddes 1883 av Hugh Whiteside. År 1889 efterträdde han John R. Neal som kongressledamot och efterträddes 1891 av Henry C. Snodgrass.
Evans vann knappt i guvernörsvalet i Tennessee 1894 mot demokraten Peter Turney. Demokraterna hävdade valfusk och krävde att rösterna räknas på nytt. Eftersom demokraterna hade majoritet i delstatens lagstiftande församling, kunde de ogiltigförklara valresultatet. Turney förklarades valets segrare med över 2 000 rösters marginal och Evans fick aldrig tillträda guvernörsämbetet.